# South Manitou Island
South Manitou Island ist eine Insel im Michigansee, etwa 26 km westlich von Leland in Michigan.
Die Insel gehört zum Leelanau County und ist Teil des Sleeping Bear Dunes National Lakeshore. 
Die unbewohnte Insel hat eine Fläche von 21,44 km² und kann mit einer Fähre von Leland aus erreicht werden. Die größere North Manitou Island liegt nördlich der Insel.
South Manitou Island diente im 19. und 20. Jahrhundert vielen Handelsschiffen als Zwischenstopp auf deren Fahrtroute von Chicago zu den Straits of Mackinac.
Der Leuchtturm South Manitou Island Light, welcher zwischen 1871 und 1958 in Betrieb war, markiert den besten Naturhafen auf dieser Strecke. Der Leuchtturm ist noch in gutem Zustand. Nach Restaurierungsarbeiten ist der Leuchtturm in den Sommermonaten wieder in Betrieb.
Das Inselklima begünstigte den Anbau von Roggen, Bohnen und Erbsen.
Letztendlich war die Insel aber zu abgelegen, um die geernteten Früchte auf den Markt zu bringen.
South Manitou Island ist heute unbewohnt, und die meisten Wohngebäude von damals sind verfallen.
Im Jahre 1901 errichtete der United States Life-Saving Service (USLSS) eine Station auf der Insel. Der USLSS ging 1915 in der United States Coast Guard auf.
Die Station dient heute als Rangerstation und ist nicht öffentlich zugänglich.
Die Insel misst knapp 5 km auf 5 km.
Am Westufer der Insel befinden sich die Sanddünen auf einem höheren Niveau. 

Florence Lake ist der einzige See auf der Insel.
Es gibt ein Wegenetz und Campingmöglichkeiten.
Geführte Touren in "open-air vehicles" sind möglich.
Ansonsten bewegen sich die Besucher auf der Insel zu Fuß.
Der östliche Teil der Insel wird von einer großen runden Bucht dominiert.
Diese Bucht ist bis kurz vor dem Strand tief.
Sie bietet immer wieder Schiffen Schutz vor schwerem Wetter und Sturm.

Im Südwesten von South Manitou Island befindet sich eine Gruppe Thujas, welche zu den ältesten und größten der Welt zählen.
Der größte weist einen Umfang von 5,5 m auf, und sein Alter wird auf über 500 Jahre geschätzt.
Die Manitou-Inseln sind von über 50 bekannten Schiffswracks umgeben. 